# Herbert Henke
Herbert Henke (* 14. November 1913 in Anette (ukrainisch/russisch: Aneta), Russland, heute Ukraine; † 4. März 1999 in Almaty, Kasachstan) war ein deutschsprachiger Lyriker und Erzähler. Er war Bürger Russlands und der UdSSR.

## Leben und Schaffen
Henkes Geburtsort Anette ist ein Dorf (bzw. Teil des Doppeldorfs Annette-Josephine) im damals russischen, heute ukrainischen Teil Wolhyniens, das von Deutschen aus der Gegend von Danzig sowie von Siedlern aus Galizien 1816 gegründet wurde. Das Dorf liegt sechs Kilometer von Nowohrad-Wolynskyj (damals russisch: Nowograd-Wolynskij) entfernt. Herbert Henkes Vater Gustav Henke war Bauer, Müller und Imker.
Schon als Schüler dachte sich Herbert kleine Lustspiele und Kabarettverse aus und führte sie mit Schülern auf. Wegen seiner Fähigkeiten durfte er als Jugendlicher im Dorfsowjet (Gemeinderat) administrative Aufgaben übernehmen. Seit 1931 besuchte er die Oberschule in Nowograd-Wolinsk und die Arbeiterfakultät in Saratow. 1937/38 absolvierte er unter schwierigen Lebensbedingungen – zeitweise herrschte Hunger – die Pädagogische Hochschule in der Stadt Engels in der Wolgadeutschen Republik, einer autonomen Sowjetrepublik. Einer seiner Lehrer war der Schriftsteller und Dichter Dominik Hollmann, der in den 1950er-Jahren für die Rehabilitierung der Wolgadeutschen kämpfte.
Seine erste Anstellung erhielt Henke bei der literarischen Zeitschrift "Der Kämpfer". Danach arbeitete er in der Republikzeitung "Nachrichten" mit. 1938 wurde er Direktor einer deutschen Schule im Wolgagebiet. 1939 wurde er in den Schriftstellerverband der Sowjetunion aufgenommen.
Angesichts des Krieges mit Deutschland verbannte Stalin die Deutschen nach Sibirien. Henkes erste Station im September 1941 war Oraki, 130 km östlich von Nowosibirsk. Die zweite Verbannungsstation war ein Arbeitslager für Männer am Fluss Pojna, etwa 300 km östlich von Krasnojarsk. Seine Frau Elvira durfte mit der Tochter Nelly in Oraki bleiben. Infolge Krankheit wurde Henke im Juni 1942 entlassen und nach seiner Genesung im Kolchos (landwirtschaftliche Produktionsgenossenschaft) in Scharypowo, 400 km östlich von Nowosibirsk eingesetzt.
Nach dem Krieg bot man ihm im September 1946 eine Stelle als Lehrer und Schulleiter in Moshar in derselben Gegend. Infolge einer Intrige verlor er diese Stellung und war dann wieder im Kolchos tätig. Da er nicht in Deutsch publizieren durfte, schrieb er russische Texte für die Zeitschrift "Jennissej".
Nach Stalins Tod (März 1953) ließ die Regierung die deutsche Sprache wieder zu, und Henke durfte Deutsch in der Schule in Parnaja unterrichten. Inzwischen war seine Familie um zwei Söhne gewachsen (Edi und Herrmann), und Henke wechselte zur Schule nach Tambor im Oblast Kemerowo, 200 km östlich von Nowosibirsk. Er konnte auch wieder in der deutschsprachigen Regionalzeitung "Arbeit", die seit Dezember 1955 in Barnaul erschien, und in der neuen deutschen Zentralzeitung "Neues Leben" (erschienen seit 1957) publizieren und bis dahin unterdrückte Werke veröffentlichen.
1959 wurde Henke Mitarbeiter der Zeitschrift "Sowjetliteratur". Seit 1966 war er Parteimitglied. 1968 beschloss die Familie, ins wärmere Alma-Ata (heute Almaty) nach Kasachstan zu ziehen. Dort wurde Henke deutschsprachiger Redakteur des Senders Kasachradio. Einige Jahre später starb seine Frau. Zu seiner angeblichen Übersiedlung nach Leningrad (heute Sankt Petersburg) finden sich keine Belege. Er starb 1999 in Almaty.
Henke verfasste vor allem Naturlyrik. Hunderte von Gedichten veröffentlichte er in Zeitungen, Almanachen, Sammelbänden und eigenen Büchern.

## Werke
- Freie Wolga, Gedichte, 1938
- Frühling, Sammelband der Erstlingswerke, 1940
- Prasdnik mjoda [Honigfest], 1967
- Die Pfirsiche, Erzählungen, 1973
- Der grüne Widerhall, Gedichte, 1977
- Der Puls meiner Zeit, 1980
- Die Manna fällt nicht vom Himmel, Erzählungen und Gedichte, 1983
- Lestniza [Die Treppe], russische Gedichte für Kinder, 1985
- Lesebuch, Erzählungen und Gedichte, 1988
- Krugoworot [Der Kreislauf], russische Gedichte, 1990
- Der dritte Wunsch, Märchen und Gedichte für Kinder, 1990
- Autobiographische Skizzen, in Feniks [Phönix], Almanach der Rußlanddeutschen für schöngeistige Literatur und Publizistik, Politik und Geschichte, Christ und Welt, Nr. 11 (September 1995), 12 (Dezember 1995), 13 (März 1996)
- Heimat Wolhynien (Auszug aus einer deutschsprachigen Zeitung der GUS-Länder, 1993) in Wolhynische Hefte, Folge 11, S. 104.